# Franz Berwald
Franz Adolf Berwald (Estocolmo, Suecia; 23 de julio de 1796-Ibídem, 3 de abril de 1868) fue un compositor romántico sueco. Poco conocido en su propio país en vida, en una época en la que Suecia no contaba con grandes orquestas sinfónicas, trabajó como cirujano ortopédico en Berlín con bastante éxito. A su regreso a Suecia se encargó de la dirección de una serrería y de una fundición de vidrio. Actualmente es considerado el compositor más relevante de la historia musical sueca.

## Biografía y obra
Berwald nació en el seno de una familia que contaba con músicos desde hacía cuatro generaciones; su padre, violinista en la orquesta de la ópera real, le enseñó la práctica del violín desde temprana edad. En 1811, Carlos XIII accedió al trono y reinstauró la Capilla Real; al año siguiente Berwald inició su actividad como violinista en la Capilla Real, en la Orquesta de la Corte y en la Ópera, y recibió lecciones de Edouard du Puy. También en 1812 empezó a componer. Durante los veranos la Orquesta era licenciada y Berwald aprovechaba para viajar por Escandinavia, Finlandia y Rusia. De estos años de aprendizaje Berwald consideraba como dignos de conservarse un Septeto y una Serenata.
En 1818 Berwald inició la publicación del Musikalisk journal, rebautizado como Journal de musique, un folleto con piezas fáciles para piano, canciones de diversos compositores y sus propias composiciones. En 1821, su Concierto para violín en Do sostenido menor fue estrenado por su hermano August. La acogida fue mala, hasta el punto que algunos espectadores se rieron durante el movimiento lento.
Tras la muerte del padre en 1825, la familia pasó por una situación económica difícil. Berwald obtuvo una beca del rey para estudiar en Berlín, en donde se dedicó a componer óperas sin posibilidad de poder representarlas. Para subsistir en Berlín, Berwald comenzó una práctica clínica en ortopedia y fisioterapia en 1835, que resultó ser rentable. Algunos instrumentos ortopédicos inventados por Berwald se seguían utilizando décadas después de su muerte.
Berwald paró de componer en Berlín, recomenzando en 1841 al mudarse a Viena y casarse con Mathilde Scherer. En 1842 una interpretación de sus poema sinfónicos en la Redoutensaal del Palacio Imperial de Hofburg recibió críticas entusiastas y en los tres años siguientes Berwald escribiría cuatro sinfonías.
La Sinfonía Nº 1 en Sol menor "sérieuse" fue la única que llegó a estrenar en vida. Fue estrenada por la Orquesta de la Ópera Real en 1843, bajo la dirección de su primo Johan Frederik en Estocolmo. En el mismo concierto su opereta Jag går i kloster ("Tomo los hábitos") tuvo un gran éxito, probablemente porque uno de los papeles fue cantado por Jenny Lind.
Su Concierto para piano en Re mayor, acabado en 1855 y destinado a su alumna Hilda Aurora Thegerström (que continuaría sus estudios con Antoine François Marmontel y Franz Liszt), no fue estrenado hasta 1904, cuando Astrid, nieta del compositor, lo tocó en un concierto de estudiantes del Conservatorio de Estocolmo. El último movimiento ha sido comparado a otros trabajos de Robert Schumann o Edvard Grieg. Los tres movimientos se tocan sin pausas entre sí.
Su ópera en tres actos Estrella de Soria, con libreto de Otto Prechtler traducido al sueco por Ernst Wallmark, se estrenó en la Ópera Real de Suecia (Estocolmo) el 9 de abril de 1862 y se representaron cinco funciones. Nunca ha formado parte del gran repertorio, si bien se dieron nuevas representaciones en Estocolmo en el año 1898 y posteriormente en el año 1946.
La música de Berwald no fue muy apreciada en Suecia durante su vida y llegó a recibir críticas hostiles en algunos periódicos. Fue reconocido en Alemania y Austria. El Mozarteum de Salzburgo le nombró miembro honorario en 1847.
Tras volver a Suecia en 1849, dirigió una fundición de vidrio en Sandö en Ångermanland, propiedad de Ludvig Petré, violinista aficionado. Durante este período concentró su atención en la producción de música de cámara.

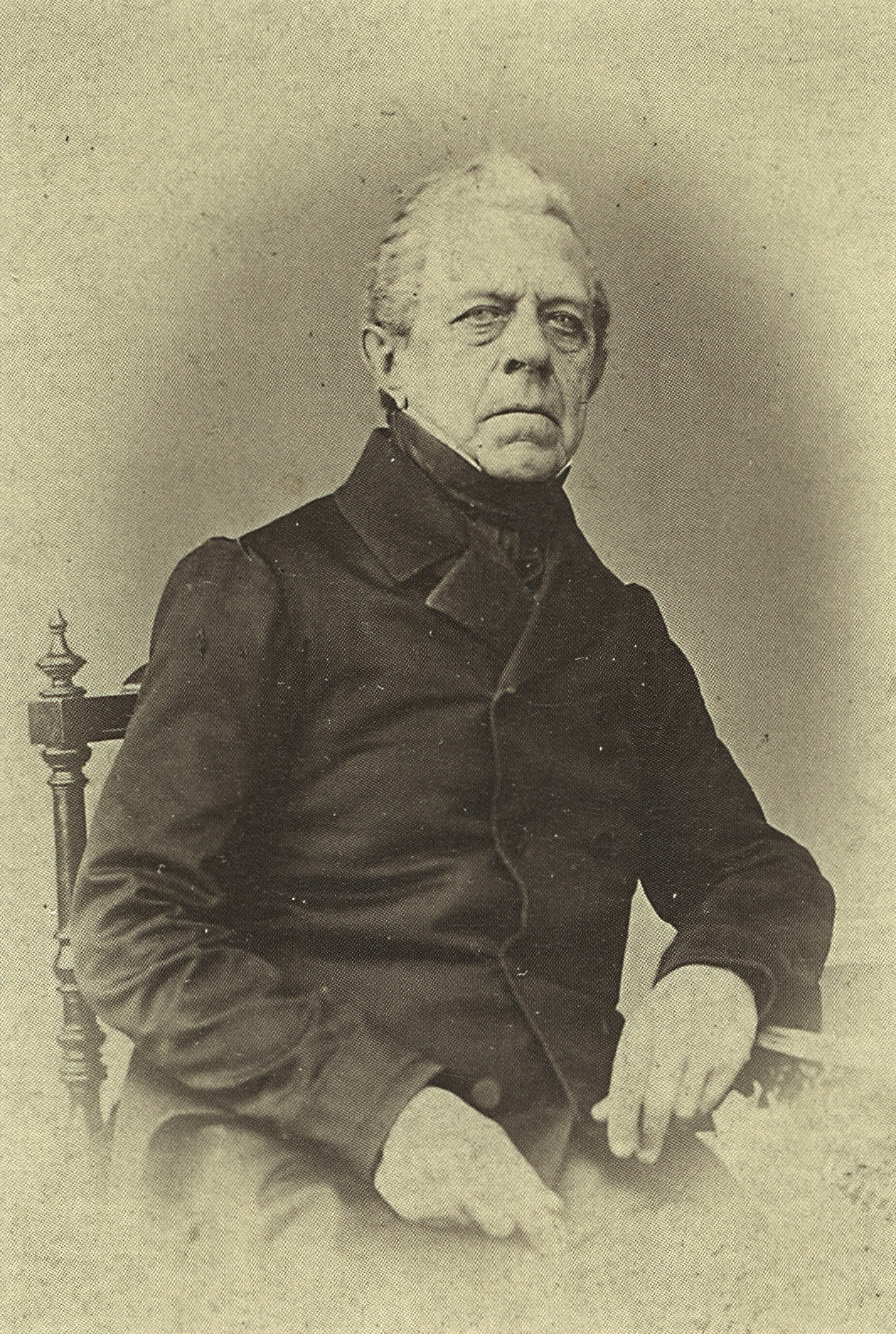
Franz Berwald hacia 1860.

Una de las pocas óperas estrenadas durante su vida, Estrella de Soria, fue aplaudida con entusiasmo en el Teatro Real en abril de 1862 y tuvo cuatro funciones más. Tras este éxito escribió Drottningen av Golconda ("La reina de Golconda"), que no llegó a ser estrenada en 1864 debido a un cambio de dirección de la Ópera Real.
En 1866, Berwald recibió la Orden de la Estrella Polar, en reconocimiento a sus logros musicales. Al año siguiente, tras varios años de rechazos, el Conservatorio de Estocolmo le designó finalmente profesor de composición. Por esta época recibió varios encargos importantes, pero no viviría para cumplirlos.
Berwald murió en 1868 de neumonía y fue enterrado en el Cementerio septentrional de Estocolmo (Norra begravningsplatsen). El segundo movimiento de la Sinfonía Nº 1 en Sol menor fue interpretado durante el funeral.
La Sinfonía Nº 4 en Mi bemol (naïve) fue estrenada en 1878, diez años después de la muerte de Berwald, dado que el estreno inicial de 1848 en París tuvo que ser suspendido por los acontecimientos revolucionarios. Este lapso de tiempo es corto si se compara con lo sucedido con la Sinfonía Nº 2 en Re mayor "capricieuse" y la Sinfonía Nº 3 en Do mayor "singulière". Estas dos obras sólo serían estrenadas en 1914 y 1905, respectivamente.